# Lincoln (Nuevo Brunswick)
Lincoln es una parroquia canadiense situada en la provincia de Nuevo Brunswick.

## Superficie
Lincoln tiene una superficie de 159,44 km².

## Demografía
En 2021, tenía 7519 habitantes, una densidad poblacional de 47,2 hab./km², y 3152 viviendas.